# (3591) Vladimirskij
(3591) Vladimirskij (1978 QJ2) – planetoida z grupy pasa głównego asteroid okrążająca Słońce w ciągu 5,63 lat w średniej odległości 3,16 j.a. Odkrył ją Nikołaj Czernych 31 sierpnia 1978 roku.